# Zemský okres Wolfenbüttel
Zemský okres Wolfenbüttel (německy Landkreis Wolfenbüttel) je zemský okres v německé spolkové zemi Dolní Sasko. Sídlem správy zemského okresu je město Wolfenbüttel. Má přibližně 121 tisíc obyvatel. 

## Města a obce
Města:
1. Wolfenbüttel
2. Schöppenstedt

Obce:
1. Baddeckenstedt
2. Börßum
3. Burgdorf
4. Cramme
5. Cremlingen
6. Dahlum
7. Denkte
8. Dettum
9. Dorstadt
10. Elbe
11. Erkerode
12. Evessen
13. Flöthe
14. Haverlah
15. Hedeper
16. Heere
17. Heiningen
18. Kissenbrück
19. Kneitlingen
20. Ohrum
21. Remlingen-Semmenstedt
22. Roklum
23. Schladen-Werla
24. Sehlde
25. Sickte
26. Uehrde
27. Vahlberg
28. Veltheim (Ohe)
29. Winnigstedt
30. Wittmar